# Ian Brumby
Ian Brumby (* 17. September 1964) ist ein englischer Snookerspieler aus Liverpool, der zwischen 1989 und 2004 insgesamt dreizehn Saisons auf der Profitour verbrachte. In dieser Zeit erreichte er unter anderem das Viertelfinale des International One Frame Shoot-out 1990 sowie Rang 69 der Snookerweltrangliste. Als Amateur wurde er 2006 englischer Meister der Senioren.

## Karriere
Als Jugendlicher trainierte Brumby unter anderem mit John Parrott in Liverpool. In Merseyside konnte er während der 1980er-Jahre auch einige Titel gewinnen. In der zweiten Hälfte der 1980er-Jahre nahm Brumby auch an der WPBSA Pro Ticket Series, den Pontins Spring Open 1986 und der English Amateur Championship 1988 teil. Bei den Professional Play-offs 1989 gelang Brumby der Durchmarsch durch alle Runden, wodurch er zur Saison 1989/90 Profispieler wurde. In den ersten vier Saisons konnte Brumby aber nur selten (wie mit einer Viertelfinalteilnahme beim International One Frame Shoot-out 1990 und einer Teilnahme an der Runde der letzten 32 der International Open 1994) gute Ergebnisse erzielen, sodass er 1994 nur auf Platz 101 der Weltrangliste geführt wurde. In den folgenden zwei Spielzeiten erreichte Brumby sowohl beim Grand Prix 1994 als auch bei den European Open 1996 die Runde der letzten 32. Zusätzlich zog sie beim Merseyside Professional 1995 ins Achtelfinale ein, dieses Turnier hatte aber wie auch das International One Frame Shoot-out 1990 keinen Einfluss auf die Weltrangliste. Auf dieser konnte er sich aber dank seiner anderen Ergebnisse zwei Spielzeiten nacheinander auf Platz 69 platzieren.
In den folgenden Saisons kehrte Brumby aber zu seiner alten, mittelmäßigen Form mit einigen wenigen guten Ergebnissen und häufigen frühen Niederlagen zurück. Sein bestes Ergebnis dieser Zeit, eine Achtelfinalteilnahme bei der Benson and Hedges Championship 1999, erzielte er erneut bei einem Turnier ohne Weltranglisteneinfluss. Nachdem er seinen Profistatus bei der WPBSA Qualifying School 1997 hatte verteidigen können, rutschte Brumby bis Mitte 2001 auf Platz 136 ab, wodurch er nach zwölf Saisons seinen Profistatus verlor. Die nächsten zwei Saisons spielte Brumby größtenteils auf der Challenge Tour, verbunden mit einigen Ausflügen zu Profiturnieren. Auf der Challenge Tour 2001/02 verpasste er noch die Qualifikation um einige Plätze, doch dank einer guten Platzierung in der Endwertung der Challenge Tour 2002/03 feierte er in der Saison 2003/04 sein Main-Tour-Comeback. Dieses verlief allerdings recht erfolglos. Nach bereits einer Saison verlor er seinen Profistatus wieder.
Als Amateur feierte Brumby in den folgenden Jahren mehrere Erfolge in Merseyside. Zudem nahm er an der  Challenge Tour 2004/05 und bis zur jeweiligen Einstellung regelmäßig an der Pontin’s International Open Series und der Players Tour Championship teil. Zusätzlich versuchte Brumby auch bei der Q School und der World Seniors Championship sein Glück, aber auch bei anderen Seniorenturnieren. Einmalig nahm Brumby auch an den Pontins Autumn Open teil. 2006/07 war er zudem recht erfolgreich auf dem englischen Amateurzirkus und wurde unter anderem englischer Senioren-Meister.

## Erfolge
| Ausgang         | Jahr | Turnier                           | Finalgegner      | Ergebnis |
| --------------- | ---- | --------------------------------- | ---------------- | -------- |
| Amateurturniere |      |                                   |                  |          |
| Sieger          | 1989 | Professional Play-offs            | Billy Kelly      | 9:3      |
| Sieger          | 2006 | Englische Senioren-Meisterschaft  | Dean Reynolds    | 8:4      |
| Profiturniere   |      |                                   |                  |          |
| Sieger          | 1997 | WPBSA Qualifying School – Event 3 | Stephen O’Connor | 5:4      |